# Función (ingeniería)
La palabra función en el ámbito de la ingeniería y en la teoría de sistemas se interpreta como el proceso, acción o tarea que un sistema es capaz de realizar.
De hecho, una función es una propiedad relativa que depende del usuario y/o el fabricante y que se puede lograr a través de procesos diferentes. Por ejemplo, no todos los atributos de un proceso de generación de calor mediante energía nuclear son atributos necesarios para una función de generación de calor con un objetivo determinado. Por otra parte, como se ha señalado, un proceso seleccionado puede poseer múltiples funciones y a su vez, una función puede ser una característica de sistemas de procesos diferentes. Se tiene por lo tanto que las relaciones entre las metas y objetivos de las funciones son del tipo causa y efecto, estas funciones-procesos de propiedad/transportista, por último, los sistemas se encuentran entre la síntesis y la descomposición.

## En la ingeniería del diseño
En el ciclo de vida de los proyectos de ingeniería, por lo general se identifican en forma secuencial las siguientes etapas y su documentación asociada: Requerimientos y Especificación funcional. Los requerimientos por lo general especifican los atributos más importantes del sistema requerido o deseado, mientras que "La Especificación Funcional define cual será la funcionalidad, aunque sin entrar en detalles sobre como es que dicha funcionalidad será implementada. "( Especificación Funcional del Portal del Instituto EPRI), y el documento subsiguiente de Especificación del Diseño describe los procesos físicos o de software que son las funciones requeridas.